# LOHC
Leidsche en Oegstgeester Hockey Club is een hockeyclub uit het Nederlandse dorp Oegstgeest.
De Leidsche en Oegstgeester Hockeyclub (LOHC), roepnaam “Leiden”, werd opgericht op 18 oktober 1917 als de Leidsche Mixed Hockeyclub (LMHC). De vereniging heeft haar thuisbasis op Sportpark de Krogt in Oegstgeest. Thuiswedstrijden worden gespeeld op 6 kunstgrasvelden: 4 semi-watervelden (waarvan 1 besproeid) en 2 zandingestrooide velden. LOHC heeft 113 jeugdteams en 25 seniorenteams.
LOHC is een 'familieclub': de meeste vrijwilligers zijn ouders van jeugdleden, waarvan er veel zelf ook in een van de senioren- of veteranenteams, of bij een van de trimhockeygroepen spelen. Toch kenmerkt de zondag zich vooral door het grote aantal studenten dat hockeyt bij LOHC.

## Eerste teams
Zowel Heren 1 als Dames 1 komt   uit in de promotieklasse van de KNHB. . In de jaren 80 speelde Heren 1 twee seizoenen in de hoofdklasse. De eerste jeugdelftallen van de diverse leeftijdscategorieën spelen mee om plaatsen in de hoogste competities van de hockeybond. In 2006-2007 speelden zowel JA1 als JB1 in de landelijke afdeling. In het seizoen 2008-2009 speelde JC1 ook in de landelijke afdeling.

## Leidse Studs
In 2005 gingen LOHC en het Leidse Studenten Hockey Gezelschap (LSHG, roepnaam Leidse Studs) een samenwerking aan. Sindsdien speelt de subvereniging van LSV Minerva haar wedstrijden op de velden van LOHC. LSHG heeft 6 heren- en 5 damesteams. Sinds 2014 zijn de 'Leidse Studs' officieel onderdeel van LOHC.

## Trimhockey
Het trimhockey is in 1972 geïnitieerd door de gastvrouwen van hockeyclub Leiden (toen nog LMHC). Zij wilden meer begrip voor het hockeyspel kweken bij mannen en vrouwen die zelf niet konden hockeyen, met als doel dat zij als ouders van hockeyende kinderen betere ondersteuning aan de club konden geven.
Het initiatief was na een jaar zo’n succes, dat besloten werd er een vervolg aan te geven. Hans Huffnagel kreeg in 1973 van het bestuur van LMHC toestemming om op zaterdagmorgen met vaders georganiseerd te trimmen. Gestart werd met 27 leden buiten het officiële clubverband van LMHC om. Deze groep groeide uit tot de eerste trimhockeygroep van Nederland.
De herengroep kreeg navolging in een damesgroep die op maandagen speelt (D-Mo's).
In 1995 startte ook een zondagtrimgroep voor heren onder de noemer 'Oude Knarren Hockey' (OKH). Ook deze groep bleek succesvol, zodat een tweede groep werd opgericht: 'ZOT' (Zondag Ochtend Trimmers). LOHC kent ook een damesgroep op zondag: de 'DOTZ' (Dames Ochtend Trimmers Zondag of Dames Om Te Zoenen). Verder is er voor de heren ook nog de 'WATjes' (Woensdag Avond Trimmers) en in 2012 werd de 'VrAT' opgericht (vrijdagavondtrimmers, heren). Inmiddels hebben veel hockeyverenigingen in Nederland een vorm van trimhockey gestart.

## Bekende (oud-)leden van LMHC/LOHC
- Han Drijver
- Til Gardeniers-Berendsen
- Leendert Krol
- Marieke Mattheussens
- Karel Noordzij
- Alexander Pechtold
- Roelant Oltmans
- Taeke Taekema
- Ivo Opstelten
- Mariska Hulscher (van der Klis)
- Frits Huffnagel